# Serge Dorny
Serge Dorny (geboren 4. Februar 1962 in Wevelgem) ist ein belgischer Opernintendant. Seit 2021 leitet er die Bayerische Staatsoper in München.

## Leben
Serge Dorny wuchs mit seinem Bruder katholisch auf. Sein Vater (verstorben) war Offizier, seine Mutter Mariette (geb. 1927) war Hausfrau. 
Dorny  hatte einen Paten, der ihn als Bub für Musik begeisterte, seitdem ist er Fan von Johann Sebastian Bach.
Dorny studierte in Gent Architektur, Kunstgeschichte, Archäologie, Komposition und Musikanalyse.  Er begann seine Theatertätigkeit 1983 als Dramaturg an der Brüsseler Oper La Monnaie im Team von Gerard Mortier. 1987 wurde er künstlerischer Leiter des Flandern-Festivals.
1996 wechselte er als Generaldirektor und künstlerischer Leiter zum London Philharmonic Orchestra und war mit diesem Orchester jährlich auch beim  Glyndebourne Opernfestival.
Seit 2003 leitete er die Opéra National de Lyon. Dorny hat dort nicht nur den Publikumszuspruch verstärken können, sondern brachte auch Uraufführungen und Auftragskompositionen auf die Bühne: Pascal Dusapins Faustus, The Last Night, Kaija Saariahos Emilie, Péter Eötvös’ Lady Sarashina und Michel van der Aas After life.
Im September 2013 wurde Serge Dorny als künftiger Intendant der Semperoper in Dresden vorgestellt. Er erhielt einen Vertrag zur Vorbereitung seiner Intendanz, die im September 2014 beginnen sollte. Bereits im Februar 2014 wurde der Vertrag durch Sabine von Schorlemer, der damaligen sächsische Kunstministerin, fristlos beendet, weil Dorny Vertrauen verspielt habe. In dem darauf von Dorny angestrengten arbeitsgerichtlichen Verfahren wertete der Richter die Kündigung als Überreaktion und „völlig übereilt“. Das Verfahren endete 2018 mit einem außergerichtlichen Vergleich und einer Entschädigung für Serge Dorny. Die ungerechtfertigte Kündigung sei erfolgt, weil die Kulturverantwortlichen in Dresden damals festgestellt hatten, dass die Konzepte von Dorny und dem Orchesterchef Christian Thielemann nicht zueinander passten. Dorny kehrte an die Oper Lyon zurück. 
Zu Beginn der Spielzeit 2021/22 übernahm Dorny die Intendanz der Bayerischen Staatsoper als Nachfolge von Nikolaus Bachler.
Dorny gehört verschiedenen Preisgerichten internationaler Musikwettbewerbe an. Von 2008 bis 2014 hatte er einen Lehrauftrag an der Universität Zürich im Studiengang Arts Administration, seit 2016 unterrichtet er an der Accademia Teatro alla Scala in Mailand. Er hat zwei Töchter, eine studiert Architektur, die andere Politik. 
Dorny erhielt verschiedene Auszeichnungen, so 2008 einen Ehrendoktor der Universität Montreal, 2012 wurde er Ritter der Ehrenlegion und 2013 Ritter des belgischen Kronenordens.

## Schriften
- mit Johan Thielemans: Opera : de toekomst van een verleden. Kritak, Leuven 1991, ISBN 90-6303-349-4